# Operacja kurska
Operacja kurska – kampania Sił Zbrojnych Ukrainy rozpoczęta 6 sierpnia 2024 roku wkroczeniem do rosyjskiego obwodu kurskiego co najmniej 1000 ukraińskich żołnierzy, wspieranych przez czołgi i pojazdy opancerzone. Operacja zakończyła się wiosną 2025 roku.
Była to pierwsza akcja zbrojna zorganizowanych wojsk innego państwa na terenie Rosji od czasu operacji Barbarossa w trakcie II wojny światowej (prowadzonej wówczas na terenie Związku Radzieckiego). Chociaż ukraińskie oddziały dokonywały już rajdów o charakterze dywersyjno-zwiadowczym na terytorium Rosji w 2023 r. i na początku 2024 r., operacja kurska była zaskoczeniem zarówno dla Rosji, jak i sojuszników Ukrainy, którzy nie zostali poinformowani o tych planach.
Po nieudanej ofensywie w 2023 r. na kierunku zaporoskim, ukraińskie siły przeszły do tzw. strategicznej obrony, a rosyjskie siły skoncentrowały się na zajęciu całego Donbasu. 10 maja Rosjanie zaatakowali północną część obwodu charkowskiego, ale zostali powstrzymani. W lipcu sytuacja na niektórych odcinkach frontu w obwodzie donieckim stała się dla Ukraińców bardzo ciężka, m.in. na skutek zajęcia Awdijiwki przez Rosjan i przerwania przez nich ukraińskich umocnień w rejonie Torećka.
Celem operacji było więc odciągnięcie sił rosyjskich od frontu donieckiego, udowodnienie zdolności ofensywnych armii ukraińskiej oraz oddalenie artylerii rosyjskiej od ostrzeliwanych przez nią terenów przygranicznych. W operacji na terytorium obwodu kurskiego mogło być zaangażowanych do 10 tys. ukraińskich żołnierzy, wspartych przez pododdziały czołgów, transporterów opancerzonych oraz wsparcie artyleryjskie.

## Przebieg

### 6 sierpnia 2024
O godzinie 8:00 czasu moskiewskiego, wojska ukraińskie przekroczyły granicę rosyjską. Według Ministerstwa Obrony Federacji Rosyjskiej początkowe siły ukraińskie składały się z 300 ukraińskich żołnierzy, 11 czołgów oraz ponad 20 wozów bojowych. Ofensywa skierowana została początkowo w dwóch kierunkach: na miejscowość Olesznia w kierunku większej miejscowości Sudża, oraz w kierunku Nikołajewa-Darjino. Federacja Rosyjska zareagowała na atak, wysyłając w region walk dodatkowe siły lądowe oraz powietrzne.
W wieczornym oświadczeniu na platformie Telegram siły rosyjskie oznajmiły wyparcie sił ukraińskich z powrotem w kierunku granicy. Siły ukraińskie ponieść miały duże straty za pośrednictwem ostrzału artyleryjskiego oraz lotniczego. Oświadczenie zostało później skorygowane – oznajmiając, że walki wciąż trwają.
Jednocześnie strona ukraińska zachowywała całkowite milczenie nt. działań w obwodzie kurskim.

### 7 sierpnia 2024
Regularne siły rosyjskie oraz rzekomo „kadyrowcy” kontynuowały rozpoczęte dzień wcześniej próby wyparcia sił ukraińskich z obwodu kurskiego. Milbloger stwierdził, że w przeciągu 24 godzin wojska ukraińskie zajęły 11 miejscowości i przebiły się na 14 kilometrów w głąb obwodu kurskiego. Prezydent Rosji Władimir Putin zarządził instytucjom rządowym „udzielenie niezbędnej pomocy mieszkańcom”. Aleksiej Smirnow, pełniący obowiązki gubernatora obwodu kurskiego, zarządził stan wyjątkowy na podległym mu obszarze administracyjnym. Władimir Putin spotkał się z Walerijem Gierasimowem, Aleksandrem Bortnikowem, Siergiejem Szojgu oraz z Andriejem Biełousowem w związku z ukraińską ofensywą w obwodzie kurskim.

Zniszczony budynek w obwodzie kurskim

Zdjęcia żołnierzy biorących udział w walkach potwierdziły, iż siły ukraińskie weszły na 10 kilometrów w głąb terytorium Rosji, zajmując przy tym przynajmniej dwie lokalne rosyjskie fortyfikacje obronne. Według rosyjskich milblogerów, wojska ukraińskie kontynuowały ofensywę wzdłuż drogi 38K-030 łączącej Sudżę i Korieniewo. Ukraińskie wojska nacierające zarówno w kierunku północno-zachodnim, jak i południowo-wschodnim wzdłuż tej drogi, 7 sierpnia walczyły już w okolicach wspomnianej wcześniej Sudży i Korieniewa. Na podstawie zdjęć wykonanych przez Ukraińców, można wywnioskować wzięcie w niewolę przynajmniej 40 rosyjskich żołnierzy. Poprzedniego dnia, schwytanych rzekomo zostało 35 członków rosyjskiego personelu wojskowego. Ukraiński porucznik kryptonim „Alex”, zadeklarował natomiast schwytanie 300 rosyjskich jeńców wojennych od początku operacji.

### 8 sierpnia 2024
Rosyjski milbloger Jurij Podoljak oświadczył, że „Sudża została tak naprawdę przez nas utracona”.
Wojska ukraińskie przejęły kontrolę nad zachodnią częścią Sudży. Drobne walki trwają w reszcie miasta. 72 godziny po rozpoczęciu operacji, siły ukraińskie obecne były na 35 kilometrów w głąb rosyjskiej granicy.

### 9 sierpnia 2024

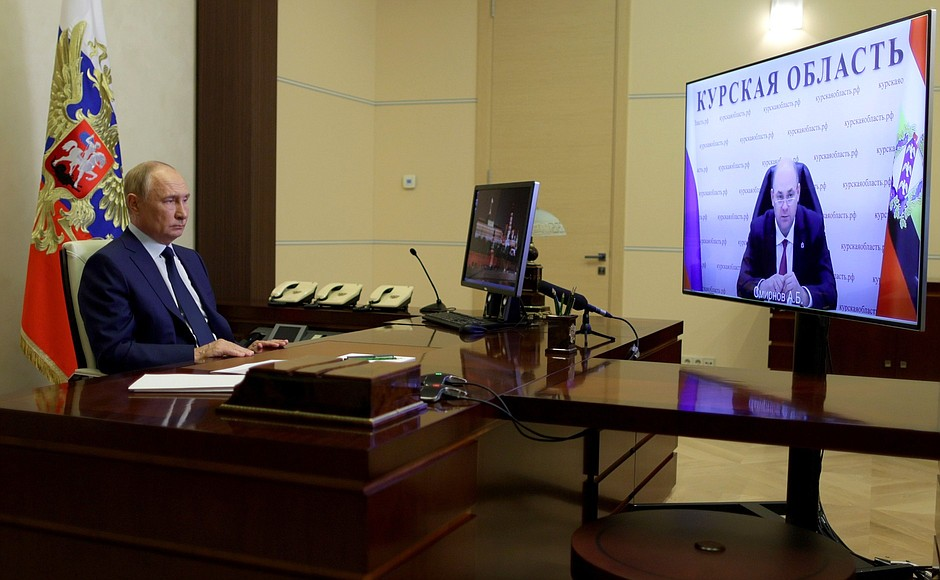
Telerozmowa prezydenta Rosji z gubernatorem obwodu kurskiego

Rozmaite raporty wojenne, przypisywały Ukrainie kontrolę nad od 100 do 200 kilometrami kwadratowymi terytorium obwodu kurskiego. CNN natomiast oznajmiło, iż Ukraina kontroluje około 250 kilometrów kwadratowych obwodu.
Konwój wojsk rosyjskich został zniszczony w nalocie rakietowym z wyrzutni HIMARS, podczas przemieszczania się między rejonem głuszkowskim a miastem Kursk. Materiały przedstawiające skutki ataku, ukazują 14 spalonych ciężarówek wojskowych z pewną ilością ciał w środku. Według strony ukraińskiej każda z tych ciężarówek mogła przewozić do 35 w pełni wyposażonych i uzbrojonych żołnierzy. Sugeruje to, iż Rosja stracić mogła między 200 a 490 żołnierzy w zaledwie jednym ostrzale. Sugeruje to, że może to być jedna z największych jednorazowych strat personelu ludzkiego od początku inwazji w 2022.
Generał porucznik Apti Alaudinow – dowódca „kadyrowców” stacjonujących na terenie obwodu biełgorodzkiego i kurskiego od 2023 roku – poinformował media rosyjskie, iż on i jego oddział nie wiązali walką nacierających Ukraińców, zamiast tego wycofując się z dala od granicy w celu oczekiwania na posiłki. Część rosyjskich milblogerów oskarżyła Alaudinowa o ucieczkę z pola walki.
Z powodu oczekiwanych ataków powietrznych ze strony rosyjskiej, 20 000 ludzi zostało ewakuowanych z obwodu sumskiego. W tym samym czasie, posiłki rosyjskie kontynuowały wzmacnianie nowo utworzonej linii frontu w obwodzie kurskim, w którym to trwały w dalszym ciągu walki o Sudżę. Rosyjscy milblogerzy ogłosili rzekome zajęcie wsi Łukasziwka (obwód sumski) przez wojska rosyjskie, podczas gdy Ukraińcy przeprowadzili rzekomo natarcie w nowym kierunku w stronę wsi Kuczerow. Natarcie to nie powiodło się.
Ministerstwo Obrony Federacji Rosyjskiej ogłosiło transport kolumny wojskowej z obwodu biełgorodzkiego na teren walk w obwodzie kurskim. Rozmaite ślady odkryte na sprzęcie będącym podmiotem transportu, dały podstawy do osądu iż Rosja przerzuca do walki jednostki zaprawione w boju.
Władze miasta Kurczatow (obwód kurski), oznajmiły iż walki toczą się zaledwie 30 kilometrów od Kurskiej Elektrowni Jądrowej Razem z komunikatem, władze zablokowały dostęp do elektrowni. Ewakuowano pracowników, a sama elektrownia została pozbawiona energii. Wojska Obrony Radiologicznej, Chemicznej i Biologicznej Federacji Rosyjskiej, zostały rozmieszczone w celu ochrony elektrowni.
Według komunikatu ukraińskich wojsk Siły Zbrojne Ukrainy przejęły kontrolę nad składami amunicji w Sudży, czyniąc kolejny postęp w kierunku zdobycia miasta.
Do 9 sierpnia wojska rosyjskie przeprowadziły udany kontratak – odbijając wieś Snagost oraz wypychając Ukraińców z wysuniętych daleko na północy posterunków w Milutino i Gienierałowce. Według szacunków CEIP, ukraińskie siły liczyły w 3 dniu operacji od 10 do 12 tysięcy żołnierzy.
W odpowiedzi na Ukraińską ofensywę w obwodzie kurskim, FSB wprowadziło reżim operacji antyterrorystycznej na terenie obwodu kurskiego, briańskiego i biełgorodzkiego.

### 10 sierpnia 2024
Wojska ukraińskie przeprowadziły drobny rajd na terytoria obwodu biełgorodzkiego, ogłaszając zdobycie wsi Poroz.
Na etapie czwartego dnia operacji pojawiły się dwie interpretacje stanu ofensywy. Analitycy przytoczeni przez „New York Times” ogłosili, iż ukraińskie natarcie zostało w dużej mierze zatrzymane przez napływające rosyjskie posiłki. Inne źródła takie jak „Washington Post” czy „Frankfurter Rundschau”, zgłaszały iż Rosja nie jest w stanie odzyskać kontroli nad sytuacją, a ukraińska ofensywa postępuje. Ministerstwo Obrony Federacji Rosyjskiej przyjęło stanowisko, iż zatrzymano wszelką ukraińską ofensywę.
Siły Zbrojne Federacji Rosyjskiej ogłosiły odzyskanie kontroli nad wsią Machnowka na wschód od Sudży, w której dalej trwały walki. Według raportów, obszar walki obejmował już około 650 kilometrów kwadratowych (wzrost o około 2,5x względem dnia poprzedniego).
Gubernator obwodu kurskiego ogłosił wieczorem, iż 15 osób zostało rannych w mieście Kursk na skutek spadającej przechwyconej ukraińskiej rakiety.

### 11 sierpnia 2024
Ministerstwo Obrony Narodowej Federacji Rosyjskiej ogłosiło nad ranem zestrzelenie czterech ukraińskich rakiet Toczka oraz 14 dronów nad niebem obwodu kurskiego poprzedniej nocy.
W nocy 11 sierpnia wojska ukraińskie weszły na terytorium rejonu biełowskiego (obwód kurski), co zostało potwierdzone przez władze rejonu.
Niezależne rosyjskie medium Proekt ogłosiło, iż obszar walk powiększył się do 720 kilometrów kwadratowych.

### 12 sierpnia 2024

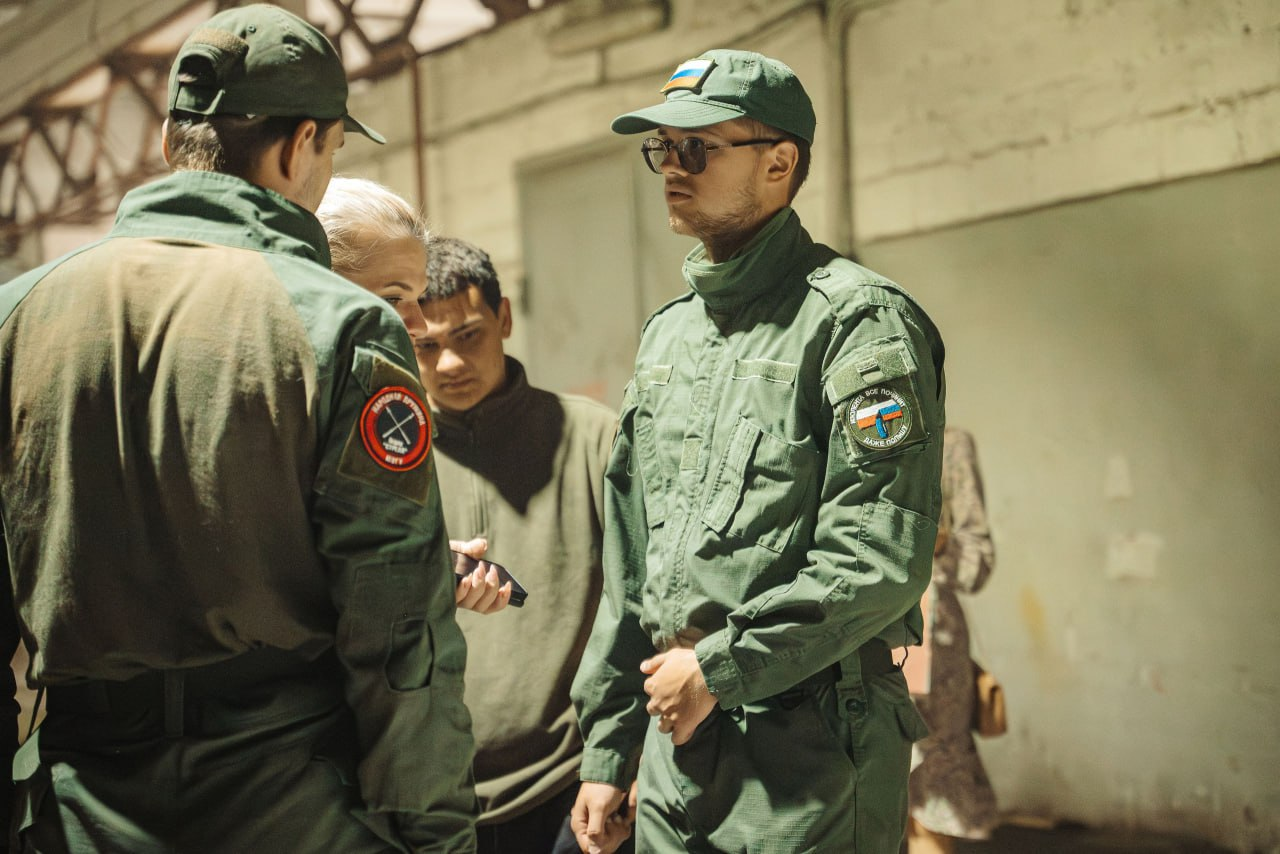
Siły Zbrojne Federacji Rosyjskiej organizujące pomoc humanitarną dla swoich obywateli

Władze rosyjskie potwierdziły ukraińską kontrolę nad przynajmniej 28 miejscowościami. Ukraińskie instytucje podały 44 jako liczbę rzekomo kontrolowanych miejscowości. Głównodowodzący Sił Zbrojnych Ukrainy Ołeksandr Syrski, oznajmił iż jego siły kontrolują około 1000 kilometrów kwadratowych terytorium Federacji Rosyjskiej.
Żołnierze ukraińscy opublikowali nagranie, przedstawiające ich samych jadących przez centrum Sudży, oznajmiając, iż miasto jest już pod ukraińską kontrolą.
Liczba potwierdzonych nagraniem rosyjskich jeńców wojennych, wzrosła do 265.

### 13 sierpnia 2024
Rosja wezwała do nieformalnego spotkania Rady Bezpieczeństwa ONZ w formacie „Arria”. Strona ukraińska zadeklarowała, iż Rosja przemieszcza obecnie niewielkie siły z głównego frontu, konkretnie z Zaporoża i Chersonia – w celu wzmocnienia frontu w Kursku. Ma być to odpowiedź armii rosyjskiej na niezadowolenie wyrażone przez władze, szczególnie przez prezydenta Putina – w związku z postępującą ukraińską ofensywą.
W wieczornym przemówieniu, prezydent Ukrainy Wołodymyr Zełeński oznajmił iż siły ukraińskie kontrolują około 1000 kilometrów kwadratowych terytorium Federacji Rosyjskiej w tym 74 miejscowości wewnątrz obwodu kurskiego. Litewski Minister Obrony Narodowej Laurynas Kasčiūnas, oznajmił podczas spotkania z prezydentem Ukrainy, iż Rosja jest w trakcie relokowania części oddziałów z eksklawy w Królewcu do obwodu kurskiego.
Ministerstwo Obrony Federacji Rosyjskiej oświadczyło, iż zatrzymało ukraińskie ofensywy w rejonie korieniewskim i rejonie sudżańskim.
Su-27 należący do Sił Powietrznych Ukrainy, miał zniszczyć rosyjski posterunek dowodzenia w miejscowości Tiotkino.

### 14 sierpnia 2024
Rosja oskarżyła Ukrainę o przeprowadzanie zmasowanych ataków powietrznych na terytoria Federacji Rosyjskiej, w szczególności na terytoria obwodów kurskiego, woroneskiego, biełogorodzkiego, niżnonowogrodzkiego, wołgogradzkiego, briańskiego, orłowskiego i rostowskiego, przypisując sobie zestrzelenie 117 dronów oraz 4 rakiet.
Wojska ukraińskie oznajmiły, iż walki o Sudżę dobiegły końca, a miasto znajduje się obecnie pod pełną kontrolą ukraińską. Ukraińska telewizja państwowa w reportażu potwierdziła, iż Sudża znajduje się pod kontrolą wojsk ukraińskich, ukazując nagranie przedstawiające ukraińskich żołnierzy, usuwających flagę Rosji z budynku państwowego. Siły ukraińskie zostały także ukazane podczas dostarczania pomocy humanitarnej dla mieszkańców Sudży. Dowódca „kadyrowców” gen. Apti Alaudinow zdementował te doniesienia, nie przedstawiając jednak żadnych dodatkowych dowodów.
Ukraina zadeklarowała schwytanie 100 rosyjskich jeńców wojennych w przeciągu zaledwie 24 godzin, pochodzących rzekomo ze 144 dywizji zmechanizowanej oraz oddziału tzw. „kadyrowców”. Zełeński stwierdził, iż od początku ofensywy „setki” złożyły broń przed ukraińskimi wojskami. Według SBU była to największa jednorazowa kapitulacja wojsk Rosyjskich od początku inwazji.
Po rzekomym zdobyciu Sudży, wojska ukraińskie kontynuowały ofensywę w trzech kierunkach: na wschód od Sudży w kierunku wsi Gir’i, na północ w kierunku miasta Lgow, oraz na północny zachód w kierunku Korieniewa. Odnotowano stoczenie zaciekłej walki o wieś Kauczuk, około 30 kilometrów od miasta Lgow. Wojska rosyjskie rozpoczęły budowę umocnień w postaci okopów na południe od Lgowa.
Wsie takie jak Czerkasskaja Konopielka, Kuriłowka, Borki i Krupiec znalazły się także pod rzekomą okupacją ukraińską, insynuując przejęcie kontroli nad obszarami na aż 20 kilometrów na wschód od centrum Sudży. Z rozkazu gubernatora obwodu kurskiego, z powodu postępującej ukraińskiej ofensywy, całość rejonu głuszkowskiego została poddana ewakuacji.
Prezydent Ukrainy Wołodymyr Zełeński przyznał, iż Ukraina rozważa ustanowienie administracji wojskowej w postaci okupacji wojskowej, na okupowanych terytoriach rosyjskich.

### 15 sierpnia 2024
Głównodowodzący Ukraińskich Sił Zbrojnych Ołeksandr Syrski ogłosił utworzenie administracji wojskowej na terytorium obwodu kurskiego, pod dowództwem generała Eduarda Moskaliowa. Syrski dodał, iż Ukraina kontroluje obecnie aż 82 miejscowości w obwodzie kurskim.
W wieczornym orędziu Wołodymyr Zełeński ogłosił całkowite zajęcie Sudży, czym potwierdził doniesienia z dnia poprzedniego o rzekomym zakończeniu walk w tym mieście.
Ministerstwo Obrony Federacji Rosyjskiej poinformowało o odbiciu utraconej dzień wcześniej wsi Krupiec, potwierdzając jednocześnie posunięcie się wojsk ukraińskich o kolejne 2 kilometry w głąb Rosji.
Dziennikarze z włoskiego Rai oraz ukraińskiego Hromadśke.TV odwiedzili zdobytą przez Ukraińców Sudżę i przeprowadzili szereg wywiadów z lokalnymi mieszkańcami.

### 16 sierpnia 2024
Siły ukraińskie opublikowały nagranie ukazujące zniszczenie rosyjskiego posterunku i schwytanie ponad 50 rosyjskich jeńców wojennych w pierwszych godzinach ofensywy.
Na podstawie ogłoszeń na terytorium Federacji Rosyjskiej oraz raportu rosyjskiego BBC, Rosja pilnie zatrudnia cywili w celu kopania umocnień. Oferowana jest stawka 2500 $ (około 9600 zł) na miesiąc, z zapewnieniem iż prace odbywać się będą poza strefą walk. Śledczy insynuują, iż Rosja próbuje pilnie ufortyfikować obszary kilkanaście kilometrów od obecnego frontu w obwodzie kurskim. Zdjęcia satelitarne potwierdziły znaczny wzrost rosyjskich umocnień w regionie.
W Głuszkowie, w wyniku ukraińskiego ostrzału, zniszczony został ważny most nad rzeką Sejm. Jego zniszczenie może znacznie utrudnić relokację około 20 000 cywili w rejonie.
8 Regiment Sił Operacji Specjalnych Ukrainy opublikował nagranie z zasadzki na rosyjską ciężarówkę, rzekomo zabijając kilkunastu rosyjskich żołnierzy w „kilka minut”.
Ukraińskie Ministerstwo Kultury opublikowało zdjęcia pomnika Włodzimierza Lenina w Sudży, demontowanego przez siły ukraińskie. W komentarzu dodano, iż „proces dekomunizacji postępuje także w Sudży”.

### 17 sierpnia 2024
Według doniesień, siły rosyjskie wysadziły w powietrze dwa mosty w pobliżu Tiotkina i Popowa-Leżaczi po wycofaniu się z prawego brzegu Sejmu w tym rejonie.
Ukraińskie wojsko twierdziło, że zajęło osadę Korieniewo, rosyjskie ministerstwo obrony zaprzeczało.

### 18 sierpnia 2024

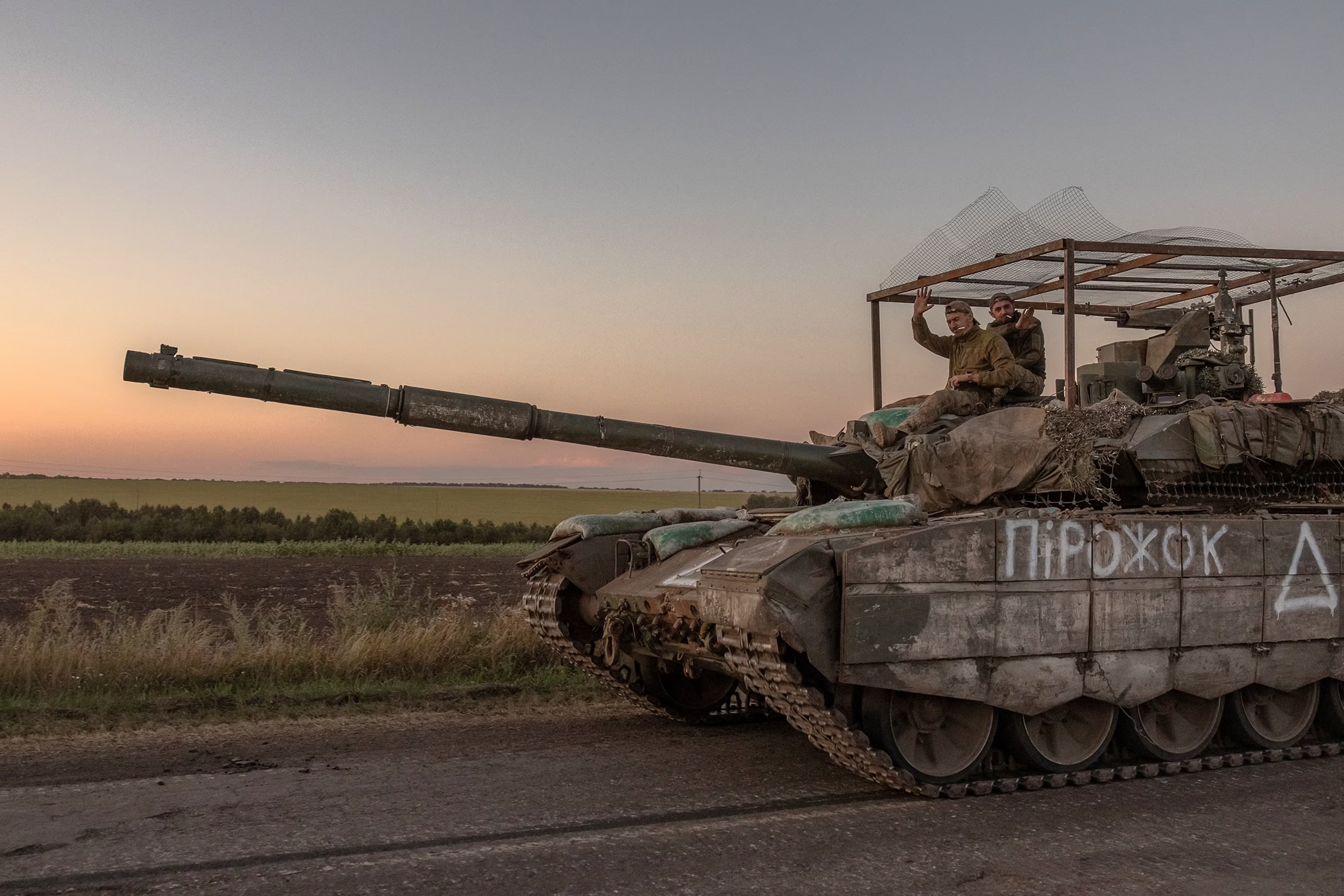
Żołnierze 80 Galicyjskiej Brygady Desantowo-Szturmowej w zdobycznym rosyjskim czołgu T-90M Proryw w obwodzie kurskim, 18 sierpnia

Siły ukraińskie zniszczyły kolejny most na rzece Sejm w pobliżu Zwannoje.
80 Brygada Desantowo-Szturmowa opublikowała film przedstawiający czołg T-90M zdobyty w obwodzie kurskim. Twierdzili, że naprawili czołg i użyją go przeciwko Rosjanom.
Według rosyjskich blogerów zarówno Ukraina, jak i Rosja wzmocniły swoje siły walczące pod Kurskiem, a Rosja przeniosła część sił z innych frontów do Kurska.
Piechota morska z 501 Samodzielnego Batalionu Piechoty Marynarki Wojennej opublikowała wideo, na którym żołnierze zrywają rosyjską flagę z budynku miejskiego w Apanasowce.

### 19 sierpnia 2024
Rosja twierdziła, że wojsko ukraińskie zniszczyło trzeci i ostatni most na rzece Sejm w rejonie korieniewskim, co spowodowało możliwe obciążenia logistyczne na ponad 700 kilometrach kwadratowych terytorium Rosji.
W wieczornym przemówieniu prezydent Zełenski powiedział, że siły ukraińskie kontrolują 92 osady w obwodzie kurskim i 1250 kilometrów kwadratowych terytorium Rosji.

### 20 sierpnia 2024
Rosyjskie Ministerstwo Spraw Wewnętrznych ostrzegło mieszkańców obwodów briańskiego, kurskiego i białogrodzkiego przed korzystaniem z internetowych serwisów randkowych i kamer bezpieczeństwa, powołując się na obawy związane z gromadzeniem informacji przez siły ukraińskie. 20 sierpnia 2024 roku zastępcą Andrieja Biełousowa w Radzie Koordynacyjnej ds. Bezpieczeństwa Terytoriów Przygranicznych został Junus-biek Jewkurow, były szef Inguszetii i urzędujący zastępca szefa Ministerstwa Obrony Narodowej. Biełousow poinformował, że Jewkurow był już tego dnia w obwodzie kurskim.
Ministerstwo Obrony Ukrainy podało, że siły ukraińskie zbliżyły się do wsi Nowoiwanówka i Kulbaki. Stwierdzono również, że Korieniewo było atakowane od południa. Twierdzono także, że Ukraina kontroluje również osadę Martynowka na drodze Sudża-Kursk oraz że przejęła Plechowe na południu, ale Birky, Ocheretane i Girji znajdują się pod kontrolą Rosji.

### 21 sierpnia 2024
Ukraina twierdziła, że zniszczyła kilka mostów pontonowych używanych przez siły rosyjskie na rzece Sejm.
Rosyjskie Siły Powietrzne przeprowadziły 17 nalotów przy użyciu 27 kierowanych bomb lotniczych na terytorium Rosji zajętym przez Ukraińców, a armia rosyjska przeprowadziła ataki artyleryjskie na ukraińskie osady graniczne Porozok i Pożnię.
Rosyjskie Ministerstwo Obrony twierdziło, że jego siły odparły ukraińskie ataki z Komarowki, Korieniewa, Małej Łokni i Ruskiej Konopielki oraz zaatakowały ukraińskich żołnierzy w pobliżu ośmiu wsi w obwodzie kurskim i dziewięciu wsiach w obwodzie sumskim.

### 22 sierpnia 2024
Ukraińskie lotnictwo opublikowało nagranie wideo z uderzenia na rosyjski „punkt umocnienia plutonu” za pomocą amerykańskich bomb precyzyjnych GBU-39 SDB.

### 29 sierpnia 2024
Siły rosyjskie całkowicie odbiły Korieniewo.

### 10 września 2024
Po ukraińskiej inwazji 6 sierpnia Putin miał nakazać swoim wojskom odbicie okupowanego obszaru obwodu kurskiego do 1 października. Armia rosyjska rozpoczęła operację kontrofensywną w obwodzie kurskim 10 września, od doniesień o rosyjskich postępach w rejonie korenewskim.
Apti Alaudinow twierdził również, że siły rosyjskie wkroczyły do Snagost.

### 14 października 2024
Według Alaudinowa siły rosyjskie odzyskały połowę terytorium obwodu kurskiego znajdującego się wcześniej pod ukraińską okupacją.

### 12 marca 2025
Rosjanie wkroczyli do centrum Sudży – największej miejscowości, jaką kiedykolwiek okupowali Ukraińcy w obwodzie kurskim.
Rozpoczął się ponadto odwrót ukraińskich żołnierzy z obwodu kurskiego.

## Skutki
Pełniący obowiązki gubernatora obwodu kurskiego, Aleksiej Smirnow, poinformował, że na 12 sierpnia 2024 ukraińska armia kontrolowała strefę wymiarów 12 na 40 km, w której znajduje się 28 rosyjskich miejscowości.
W odpowiedzi na atak, w obwodzie kurskim ogłoszono stan wyjątkowy, a na ten obszar skierowano rezerwowe siły rosyjskie. W nocy z 9 na 10 sierpnia władze rosyjskie wprowadziły reżim „operacji antyterrorystycznej” na terenie obwodów biełgorodzkiego, briańskiego i kurskiego.
W wyniku walk strona rosyjska ewakuowała co najmniej 121 000 cywilów.

## Poprzednie rajdy
Od początku pełnoskalowej inwazji Rosji na Ukrainę w 2022 roku doszło poprzednio do kilku mniejszych wtargnięć sił proukraińskich na terytorium Rosji, które zostały poparte przez stronę ukraińską, zaprzeczającą jednak bezpośredniemu zaangażowaniu w nie.